# 太平乡 (郴州市)
太平乡，是中华人民共和国湖南省郴州市苏仙区下辖的一个乡镇级行政单位。

## 行政区划
太平乡下辖以下地区：
太平社区、新塘村、洞庭湖村、界牌村、太平村、碧冲村和联星村。